# Compensación por inflación
La compensación por inflación es un concepto utilizado en economía y finanzas para hacer referencia a la diferencia entre el rendimiento nominal exigido a un activo y el rendimiento real exigido a ese mismo activo. Si un activo se emite de ambas formas, ofreciendo rendimiento nominal y rendimiento real, siendo este último un rendimiento establecido por encima de la inflación, la diferencia entre el rendimiento nominal y el rendimiento real es lo que se denomina compensación por inflación y puede utilizarse como aproximación de las expectativas de inflación de los compradores de activos.